# Ouijjane
Ouijjane  (in arabo ويجان‎?) è un centro abitato e comune rurale del Marocco situato nella provincia di Tiznit, regione di Souss-Massa. Conta una popolazione di 4 938 abitanti (censimento 2014).